# Kristina Laum
Kristina Laum (née le 23 novembre 1976 à Séoul, Corée du sud), réside à Maple Shade Township, New Jersey, est une catcheuse valet et manager à la ECW et à la WCW. Elle se fait appeler Kimona Wanalaya (quelques fois Kimona Wanaleia) et Leia Meow.

## Carrière

### Début
Kristina Laum est appelée par son ami Raven afin de rejoindre le monde du catch et elle quitte alors son job de go-go danseuse de club.

### Extreme Championship Wrestling
Kristina débute à la Extreme Championship Wrestling en 1996 sous le nom de Kimona Wanalaya (jeu de mots "Come on, I wanna lay ya"). Elle devient alors le valet de Raven.  Laum fait alors un striptease lors d'un événement de la ECW et elle participe à des catfights. Elle embrassa sur le ring Beulah McGillicutty, ce qui choqua Tommy Dreamer, le petit ami de Beulah. Elle rejoint Chris Jericho, durant l'été 1996.
Laum quitte la ECW pour travailler à la Jersey All Pro Wrestling sous le nom de Kimona. A la JAPW, elle catche face à Missy Hyatt dans des mixed tag team matches et des steel cage match.

### World Championship Wrestling
Elle signe avec la WCW en 1999 et débute dans The Varsity Club (Kevin Sullivan, Mike Rotunda et Rick Steiner) comme la cheerleader.
Elle devient ensuite la manageuse des Jung Dragons (Jamie-San, Yun Yang, et Kaz Hayashi). Elle intervient dans plusieurs matches. Elle prend le gimmick d'une dominatrice. Elle s'attaque à Pamela Paulshock après que Paulshock ait remporté le titre de "Miss WCW" le 25 septembre 2000. Elle s'attaque ensuite à Midajah.

### Circuit indépendant
Elle rejoint la X Wrestling Federation où elle devient membre des X-Girls, une équipe de danse incluant Gorgeous George et Chiquita Anderson des Nitro Girls. Sous le nom de Kris à la XWF. Quand la XWF ferme, Kristina se retire alors du catch.